# تويغي
ليسلي لوسون (بالإنجليزية: Dame Lesley Lawson)‏ (19 سبتمبر 1949) عارضة أزياء وممثلة ومغنية إنجليزية، عرفت على نطاق واسع باسم توييغي (بالإنجليزية: Twiggy)‏. كانت رمزا ثقافيا بريطانيا ونموذجا بارزا في سن المراهقة في الستينات في لندن.

## روابط خارجية
- تويغي – الموقع الرسمي نسخة محفوظة 16 سبتمبر 2019 على موقع واي باك مشين.
- 1967 Newsweek cover and Twiggy article نسخة محفوظة 31 يناير 2010 على موقع واي باك مشين.
- Images of Twiggy, National Portrait Gallery
- "My Best Shot: Twiggy" by Barry Lategan
- تويغي على موقع IMDb (الإنجليزية)
- تويغي على موقع الموسوعة البريطانية (الإنجليزية)
- تويغي على موقع روتن توميتوز (الإنجليزية)
- تويغي على موقع ألو سيني (الفرنسية)
- تويغي على موقع ميوزك برينز (الإنجليزية)
- تويغي على موقع تيرنر كلاسيك موفيز (الإنجليزية)
- تويغي على موقع أول موفي (الإنجليزية)
- تويغي على موقع قاعدة بيانات برودواي على الإنترنت (الإنجليزية)
- تويغي على موقع إن إن دي بي (الإنجليزية)
- تويغي على موقع أول ميوزيك (الإنجليزية)
- Twiggy interview in Swindle magazine
- "Twiggy: You Ask the Questions", The Independent
- "Twiggy: Fashion Icon" – slideshow by Life magazine
- Twiggy interview on BBC Radio 4 Desert Island Discs, 13 January 1989
- Twiggy's appearance on This Is Your Life